# چارلین کورال
چارلین کورال (انگلیسی: Charlyn Corral؛ زادهٔ ۱۱ سپتامبر ۱۹۹۱) بازیکن فوتبال اهل مکزیک است.
از باشگاه‌هایی که در آن بازی کرده‌است می‌توان به باشگاه فوتبال لوانته اشاره کرد.
وی همچنین در تیم‌های ملی فوتبال تیم ملی فوتبال زیر 20 سال زنان مکزیک و زنان مکزیک بازی کرده‌است.